# Laie (Religion)
Ein Laie (von griechisch λαός laós „Volk“ über λαϊκός laïkós ‚zum Volk gehörig‘ und kirchenlateinisch laicus ‚der (kirchliche) Laie‘) ist ein Angehöriger einer Religionsgemeinschaft, der kein geistliches Amt innehat, also kein Kleriker ist. In der Gesamtheit spricht man auch vom Laienstand. Der Begriff Laie wird vornehmlich im Christentum verwendet, zuweilen aber auch auf andere Religionen übertragen. Damit zusammenhängend ist der Begriff der Laienfrömmigkeit.

## Begriffsabgrenzung
Das Wort laicus bekam im mittelalterlichen Latein die Nebenbedeutung ‚ungebildet‘. Dies wird auf die Gegebenheit zurückgeführt, dass Bildung bis in die Renaissance für Angehörige nicht vermögender Familien nur durch eine geistliche Laufbahn zu erhalten war. In der deutschen Sprache hat sich diese Bedeutung (im Gegensatz zu den romanischen Sprachen) bis heute erhalten und ist zur häufigsten Bedeutung des Wortes geworden; dabei wird jedoch sprachlich oder durch den Kontext sichergestellt, dass nicht die kirchenrechtliche Bedeutung gemeint ist („ein mathematischer Laie“, ggf. auch „ein theologischer Laie“, wozu aber der „Laientheologe“ gerade nicht gehört).

## Christentum
In allen vorreformatorischen Kirchen gibt es eine Unterscheidung zwischen Klerikern und Laien. Nach römisch-katholischen Begriffen gelten im Bereich der lateinischen Kirche alle Gläubigen, die nicht Kleriker sind, kirchenrechtlich als Laien. In den orthodoxen Kirchen und den katholischen Ostkirchen mit ostkirchlicher Tradition werden dagegen gottgeweihte Personen als eigener religiöser Stand neben Klerikern und Laien betrachtet. Auch im Westen nahmen Religiosen traditionell eine gewisse Zwischenstellung zwischen Klerus und dem rein weltlichen Laienstand ein. Nach dem Zweiten Vatikanischen Konzil sind die Religiosen kein „Zwischenstand“.
In den Kirchen der protestantischen Reformation findet eine Differenzierung zwischen Klerikern und Laien in der Regel nicht mehr statt, da gemäß Luthers Wort vom allgemeinen Priestertum aller Getauften jeder Gläubige zur Verkündigung berufen und der Glaube nicht auf priesterliche Vermittlung angewiesen ist. Nur umgangssprachlich werden alle Christen ohne geistliches Amt als Laien bezeichnet.

### Römisch-katholische Kirche

#### Übersicht
Der Ausdruck Laie wird in der katholischen Theologie in einem doppelten Sinn verwendet. Zum einen für einen Gläubigen, der kein Kleriker ist, zum anderen für den „normalen“ Christgläubigen, der weder Kleriker ist noch dem geweihten Stand angehört. Dies führt zu einer Kreuzklassifikation:
| Kriterium     | Oberbegriff  | Kleriker       | Nichtkleriker (Laie im kanonischen Sinn) |
| ------------- | ------------ | -------------- | ---------------------------------------- |
| Weltcharakter | Weltchrist   | Weltpriester   | Weltlaie (normaler Laie)                 |
| Weihestand    | Ordenschrist | Ordenspriester | Ordenslaie                               |

Die Mehrdeutigkeit des Ausdrucks „Laie“ wird häufig beklagt. Das sei ein Problem der „katholischen Ständetheologie“. Es gebe (anders als hier vorgeschlagen) aber „kein adäquates Einteilungsprinzip“.
Die Terminologie ist nicht einheitlich. Der hier verwendete Ausdruck „Weltlaie“ wird selten verwendet. Der Ausdruck „Ordenslaie“ ist ungebräuchlich.
Im Einzelnen:
- „Weltcharakter“[4].
- „Weltchrist“[5]
- Weltpriester
- „Weltlaie“[6]
- Weihestand
- Ordenschrist (synonym: Ordensleute, Ordensmann, Ordensfrau)
- Ordenspriester
- „Ordenslaie“[7] (synonym: „Laie im Ordensstand“[3])

#### Der Begriff des Laien im Zweiten Vatikanischen Konzil
Beim Zweiten Vatikanischen Konzil ist die Neubestimmung der Aufgabe der Laien in der Kirche von der begrifflich-systematischen Bestimmung des Verhältnisses der Laien von den Klerikern zu unterscheiden:
Die Aufgabe der Laien nach dem Zweiten Vatikanischen Konzil
Das Zweite Vatikanische Konzil unterstreicht als eine Neubestimmung des Laien die Teilhabe aller Gläubigen am Amt Christi und an der der Kirche anvertrauten Sendung in der Welt. In der dogmatischen Konstitution über die Kirche Lumen gentium stehen noch vor der Abhandlung über die Hierarchie der Kirche die Ausführungen zum Volk Gottes, die Christgläubigen, die am priesterlichen, prophetischen und königlichen Amt Christi „auf ihre Weise teilhaben“. Unterschieden wird dabei zwischen den Klerikern, den Personen des geweihten Lebens und den Laien.
In Lumen Gentium werden die Laien als Teilhaber am gemeinsamen Priestertum definiert (LG 10), denen der Weltcharakter (indoles saecularis) „in besonderer Weise eigen“ ist. Ihnen sei aufgetragen, „kraft der ihnen eigenen Berufung in der Verwaltung und gottgemäßen Regelung der zeitlichen Dinge das Reich Gottes zu suchen.“ (LG 31). Durch die Taufe und Firmung sind sie zur Verbreitung und Verteidigung des Glaubens in Wort und Tat berufen (vgl. LG 11).
Die systematische Erfassung des Laien
In systematischer Hinsicht sind zwei Fragen zu unterscheiden: Hat ein Paradigmenwechsel stattgefunden? und: Wer fällt nach dem Zweiten Vatikanischen Konzil unter den Begriff des Laien?
- Paradigmenwechsel

Nach einer Lesart hat durch das Zweite Vatikanische Konzil kein Paradigmenwechsel stattgefunden. Der Laie ist nach wie vor schlicht der Nichtkleriker. Nach einer anderen Lesart ist das Grundlegende die allen Christgläubigen gemeinsame Taufberufung: Nicht der Laie ist der Nichtkleriker, sondern der Kleriker ist der Nichtlaie, d. h. genauer: der Kleriker ist der Gläubige, der auf Grund seiner Weihe nicht Laie ist.
Letzteres findet einen Anhaltspunkt in Lumen Gentium Nr. 31:

„Unter der Bezeichnung Laien sind hier alle Christgläubigen verstanden mit Ausnahme der Glieder des Weihestandes und des in der Kirche anerkannten Ordensstandes, das heißt die Christgläubigen, die, durch die Taufe Christus einverleibt, zum Volk Gottes gemacht und des priesterlichen, prophetischen und königlichen Amtes Christi auf ihre Weise teilhaftig, zu ihrem Teil die Sendung des ganzen christlichen Volkes in der Kirche und in der Welt ausüben“

- Die unterschiedliche begriffsumfängliche Bestimmung des Laien

Das Zweite Vatikanische Konzil verwendet allein im Dokument Lumen gentium zwei verschiedene Begriffe des Laien:
(1) Laie ist jeder Gläubige, der nicht Kleriker ist ((beiläufig) Lumen Gentium, Nr. 43); zudem jeder Gläubige, der nicht Glied des Ordensstandes ist (Lumen Gentium, Nr. 31 1. Absatz);
(2) Laie ist jeder Gläubige, dem „der Weltcharakter in besonderer Weise eigen“ ist (Lumen Gentium, Nr. 31 2. Absatz).

#### Der Begriff des Laien im CIC 1983
Der Begriff des Laien im CIC 1983 ist ebenfalls durch „Mehrdeutigkeit und Missverständlichkeit“ geprägt:
- Der Codex Iuris Canonici definiert in 207, § 1  CIC

„Kraft göttlicher Weisung gibt es in der Kirche unter den Gläubigen geistliche Amtsträger, die im Recht auch Kleriker genannt werden, die übrigen dagegen heißen auch Laien.“

- In can. 463 § 1 Nr. 5 CIC werden „Mitglieder der Institute des geweihten Lebens“ potentiell den Laien zugerechnet, in can. 463 § 2 CIC den Laien entgegengesetzt.
- In den cann. 224 - 231 wird der Ausdruck „Laie“ überwiegend für Gläubige verwandt, denen der „Weltcharakter“ in besonderer Weise zu eigen ist.[12]

Das Kirchenrecht führt weiterhin aus, dass „unter allen Gläubigen eine wahre Gleichheit in ihrer Würde und Tätigkeit“ bestehe, „kraft der alle je nach ihrer eigenen Stellung und Aufgabe am Aufbau des Leibes Christi mitwirken“ (208, § 1  CIC). Diese „wahre Gleichheit“ schließt demgemäß sendungsspezifische Unterschiede zwischen Klerikern und Laien nicht aus.

#### Der Laie in nachkonziliaren päpstlichen Verlautbarungen
Das Dekret Apostolicam actuositatem enthält weitere Ausführungen zur Berufung, Sendung und Bedeutung der Laien in der Kirche. Darin werden auch organisierte Formen des Laienapostolats thematisiert. In Artikel 26 schlägt das Dekret vor, Rätestrukturen zu schaffen, in denen Laien in der Organisation der Ortskirche mitwirken können. Auf Pfarreiebene ist dies der Pfarrgemeinderat. Im nachsynodalen apostolischen Schreiben Christifideles laici beschreibt Papst Johannes Paul II. die „Berufung und Sendung der Laien in Kirche und Welt“. Benedikt XVI. führt in seiner Enzyklika Deus caritas est aus, dass eigens den Laien die Aufgabe zukomme, für eine gerechte Ordnung in der Gesellschaft zu wirken.

#### Laienbewegungen
Von Laien getragene, häufig aber auch von Klerikern initiierte oder mitgeleitete innerkirchliche Bewegungen sind ein für bestimmte Phasen der Kirchengeschichte (etwa das Spätmittelalter) typisches Phänomen.
In der Zeit nach dem Konzil entstanden neuartige geistliche Gemeinschaften, die die spirituelle Entwicklung katholischer Laien abseits der Gemeindepastoral und in Abgrenzung zu den traditionellen Ordensgemeinschaften fördern wollten. Sie wurden besonders im Pontifikat Papst Johannes Pauls II. von der römischen Kurie stark gefördert, gewannen teilweise großen innerkirchlichen Einfluss und galten lange als Hoffnungsträger einer erneuerten Kirchlichkeit, die das schrumpfende katholische Milieu als Ort laikaler religiöser Praxis ersetzen oder ergänzen sollte. In der Rückschau erwiesen sich viele dieser Gemeinschaften von (häufig stark klerikalisierten) Laien als Hort reaktionärer oder fundamentalistischer religiöser und kirchenpolitischer Einstellungen und vielfach besonders anfällig für geistlichen Missbrauch, Personenkult, Indoktrination oder Machtausübung spiritueller Führungspersönlichkeiten in kirchlich kaum kontrollierten Nischen.

#### Laisierung
Mit der Laisierung eines Klerikers können in bestimmten Ausnahmefällen als Dispens oder als Kirchenstrafe die Rechte und Pflichten seines Standes ausgesetzt werden, womit ein geweihter Kleriker faktisch in den Laienstand versetzt wird. Dies ist allerdings nur eine kirchenrechtliche Bedeutung, die sakramentale Weihe bleibt davon grundsätzlich unbeeinträchtigt, dem Betreffenden ist es jedoch nicht mehr erlaubt, sein Weiheamt auszuüben.

## Buddhismus
Im Buddhismus wird der Begriff gewöhnlich für Nicht-Mönche verwendet. Klassische Begriffe für praktizierende buddhistische Laien sind upāsaka, was oft mit ‚Dabeisitzender‘ oder ‚Anhänger‘ übersetzt wird, sowie gahapati, was ‚Hausvater‘ bedeutet (im Gegensatz zu den buddhistischen Mönchen, die ursprünglich meist Wandermönche waren, also keine festen Häuser besaßen).
Die nicht von Mönchen oder Nonnen ausgeübte buddhistische Praxis und Lehre wird als Laienbuddhismus bezeichnet.

### Buddhismus
- Klaus-Josef Notz: Laie. In: Lexikon des Buddhismus. Grundbegriffe, Traditionen, Praxis. Hg. von Klaus-Josef Notz. Verlag Herder, Freiburg, Basel, Wien 1998, Band 1, S. 257.

### Christentum
- Christoph Burger: Theologie und Laienfrömmigkeit. Transformationsversuche im Spätmittelalter. In: Hartmut Boockmann, Bernd Moeller, Karl Stackmann (Hrsg.): Lebenslehren und Weltentwürfe im Übergang vom Mittelalter zur Neuzeit. Politik – Bildung – Naturkunde – Theologie. Bericht über Kolloquien der Kommission zur Erforschung der Kultur des Spätmittelalters 1983 bis 1987 (= Abhandlungen der Akademie der Wissenschaften in Göttingen: philologisch-historische Klasse. Folge III, Nr. 179). Vandenhoeck & Ruprecht, Göttingen 1989, ISBN 3-525-82463-7, S. 400–420.
- Oliver Freiberger, Wolf-Dieter Hauschild, Leo Karrer, Johann Schneider, Georg Plasger, Karl Foitzik, Darrell Guder, Lynne Price: Laien. In: Religion in Geschichte und Gegenwart Bd. 5. Mohr Siebeck, Tübingen 2002, Sp. 17–27  doi:10.1163/2405-8262_rgg4_COM_12571.
- Erwin Gatz (Hrsg.): Laien in der Kirche (= Geschichte des kirchlichen Lebens Bd. 8). Verlag Herder, Freiburg im Breisgau 2008, ISBN 978-3-451-23676-1.
- Klerus und Laien. In: RGG3 Bd. 3, 1661–1664 (Stefan Zankow (Heinz-Horst Schrey): orthodoxe Kirchen, Hans Barion: römisch-katholische Kirche, Günther Wendt: evangelische Kirche)
- Laie. In: LThK3 Bd. 6, spp. 589-597 (Jürgen Werbick: Begriff, Historisch-theologisch, Systematisch-theologisch; Heinrich J. F. Reinhardt: Kirchenrechtlich; Marianne Heimbach-Steins: Spiritualität; Norbert Mette: Laien im kirchlichen Dienst)
- Georg Bier und Stefan Silber: Laien (PDF; 195 kB) hrsg. von der KirchenVolksBewegung Wir sind Kirche (Gelbe Reihe), München: Wir sind Kirche 2016
- Ferdinand Klostermann: Kommentar zu Lumen gentium, Viertes Kapitel: „Die Laien“, in: Zweites Vatikanisches Konzil: Dogmatische Konstitution über die Kirche. In: Josef Höfer, Karl Rahner (Hrsg.): Lexikon für Theologie und Kirche. 2. Auflage. Band 12. Herder, Freiburg im Breisgau 1967, Sp. (S.) 260–283.
- Klaus Schreiner: Laienfrömmigkeit im späten Mittelalter. Formen, Funktionen, politisch-soziale Zusammenhänge (= Schriften des Historischen Kollegs, Kolloquien. Bd. 20). Oldenbourg, München 1992, ISBN 3-486-55902-8 (Digitalisat).